# Chiến tranh chống người Pict (398)
Chiến tranh chống người Pict của Stilicho là tên của một cuộc chiến giữa quân đội của Đế chế La Mã phương Tây do Stilicho lãnh đạo và những người Pict ở Anh vào khoảng năm 398 sau Công nguyên. Có rất ít thông tin về cuộc xung đột này. Cuộc xung đột này chỉ xuất hiện duy nhất trong bài thơ Eutropium của Claudian. Trong khi Stilicho đang đối phó với cuộc nổi dậy Gildonic ở Châu Phi, tỉnh Britannia (Anh ngày nay) phải hứng chịu các cuộc tấn công của người Saxon, Pict và Scot, và cuộc chiến kết thúc bằng việc "người Saxon bị chinh phục, người Ocean nguôi giận, người Pict bị đánh bật, và vùng Britannia được bảo vệ." Một bài thơ khác của Claudian cũng đề cập đến một cuộc chuyến viễn chinh tới Anh có thể đã xảy ra do Stilicho lãnh đạo vào năm 396-398.
Các nhà sử gia đã phỏng đoán rằng quân Pict đã tấn công biên giới phía bắc của vùng Britannia nhưng bị đánh bại. Năm 400, Stilicho có thể là người đã ra lệnh sửa chữa Bức tường Hadrian với số tiền quyên góp được trong chiến dịch ở châu Phi. Tuy nhiên, không có bằng chứng khảo cổ học nào chứng minh rằng cuộc chiến này đã từng diễn ra.